# César Espinoza
César Augusto Eliécer Espinoza del Canto (Los Andes, 31 de mayo de 1908-29 de enero de 1993) fue un futbolista chileno que jugaba de Portero.
Representó a la selección chilena en la Copa Mundial de Fútbol de 1930.

## Trayectoria
Durante su carrera fue jugador del Victoria de los Andes y el Santiago Wanderers.

## Selección nacional
Formó parte de la Selección chilena durante 1930, participó en el Mundial de 1930 en dicho torneo fue el portero suplente y no vio acción en ningún encuentro.

### Participaciones en Copas del Mundo
| Torneo               | Sede    | Resultado    |
| -------------------- | ------- | ------------ |
| Copa Mundial de 1930 | Uruguay | Primera fase |